# Grevillea (roślina)

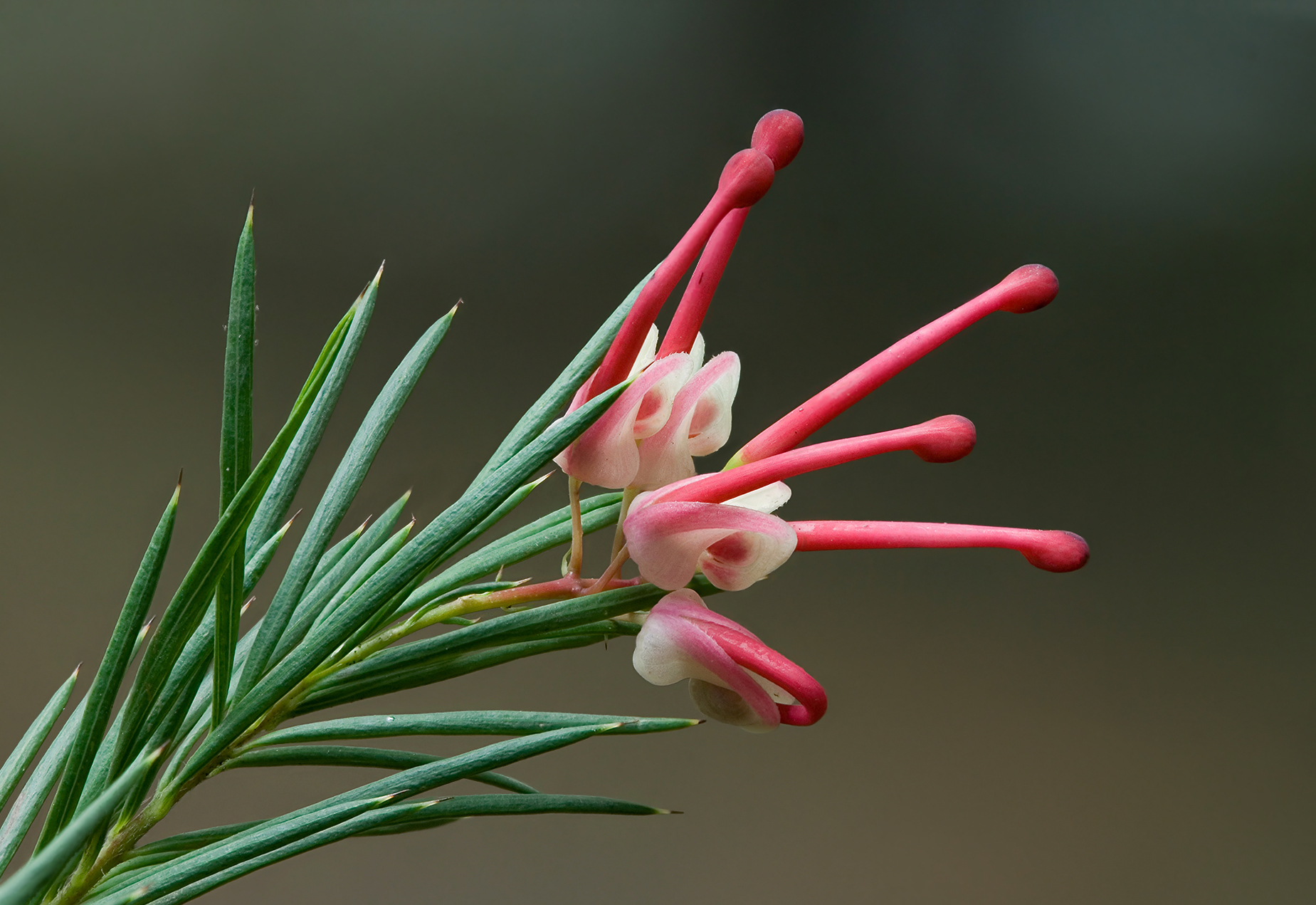
Grevillea rosmarinifolia

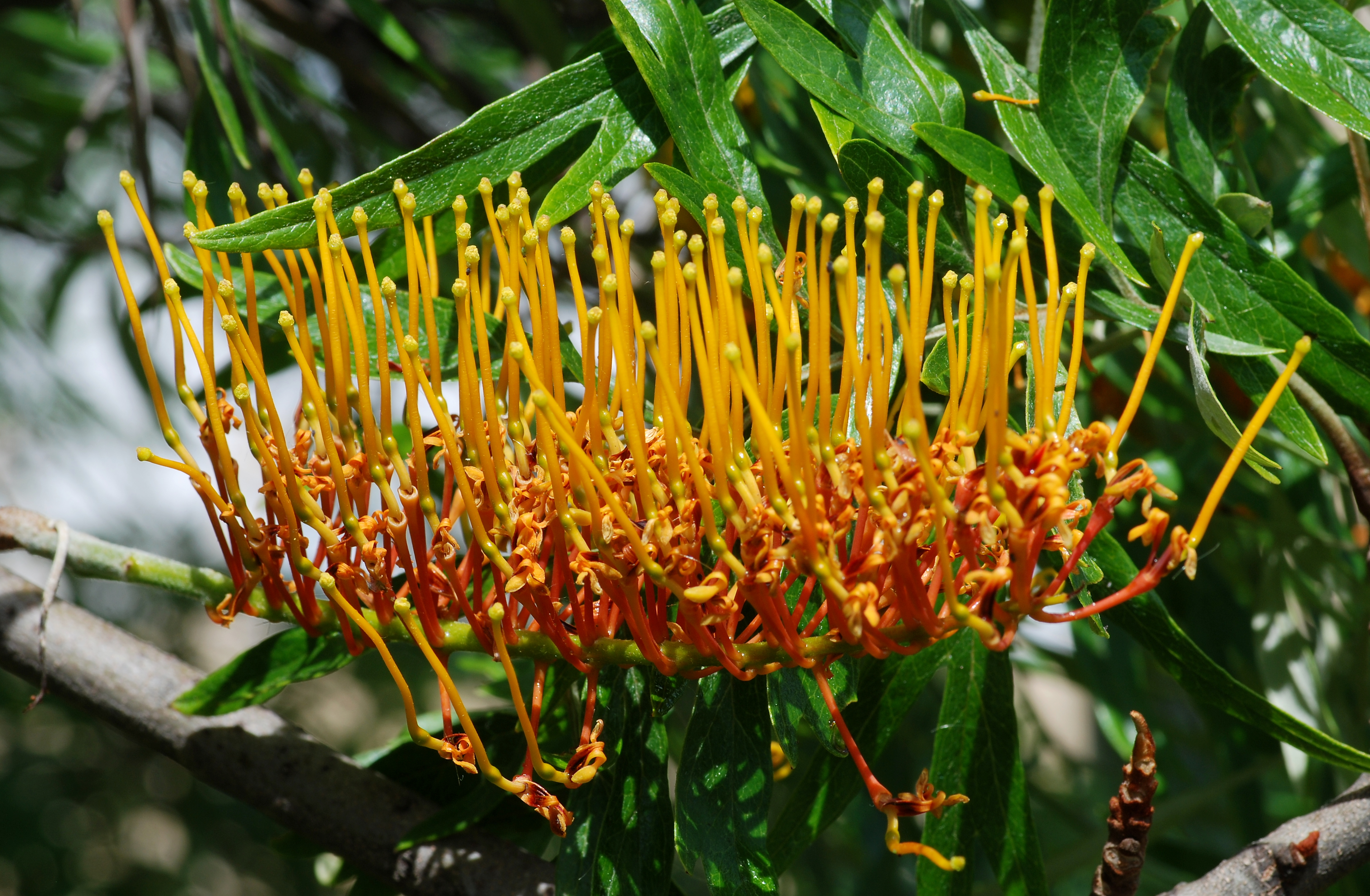
Grevillea robusta

Grevillea R. Br. ex Knight – rodzaj roślin z rodziny srebrnikowatych (Proteaceae). Obejmuje 372–378 gatunków. Rośliny te występują naturalnie w Australii, zwłaszcza zachodniej, gdzie rośnie 135 gatunków. Rodzaj obecny jest także na Tasmanii, trzy gatunki rosną na Nowej Kaledonii, także trzy na Nowej Gwinei i jeden gatunek (G. elbertii) na Celebesie. Rośliny te zasiedlają zwykle siedliska piaszczyste, pustynie, formacje roślin wrzosopodobnych i widne lasy z eukaliptusami.
Nazwa rodzaju upamiętnia Charlesa Francisa Greville'a (1749–1809), angielskiego polityka i ogrodnika z zamiłowania, jednego z fundatorów Horticultural Society of London, współcześnie – Royal Horticultural Society.

## Morfologia

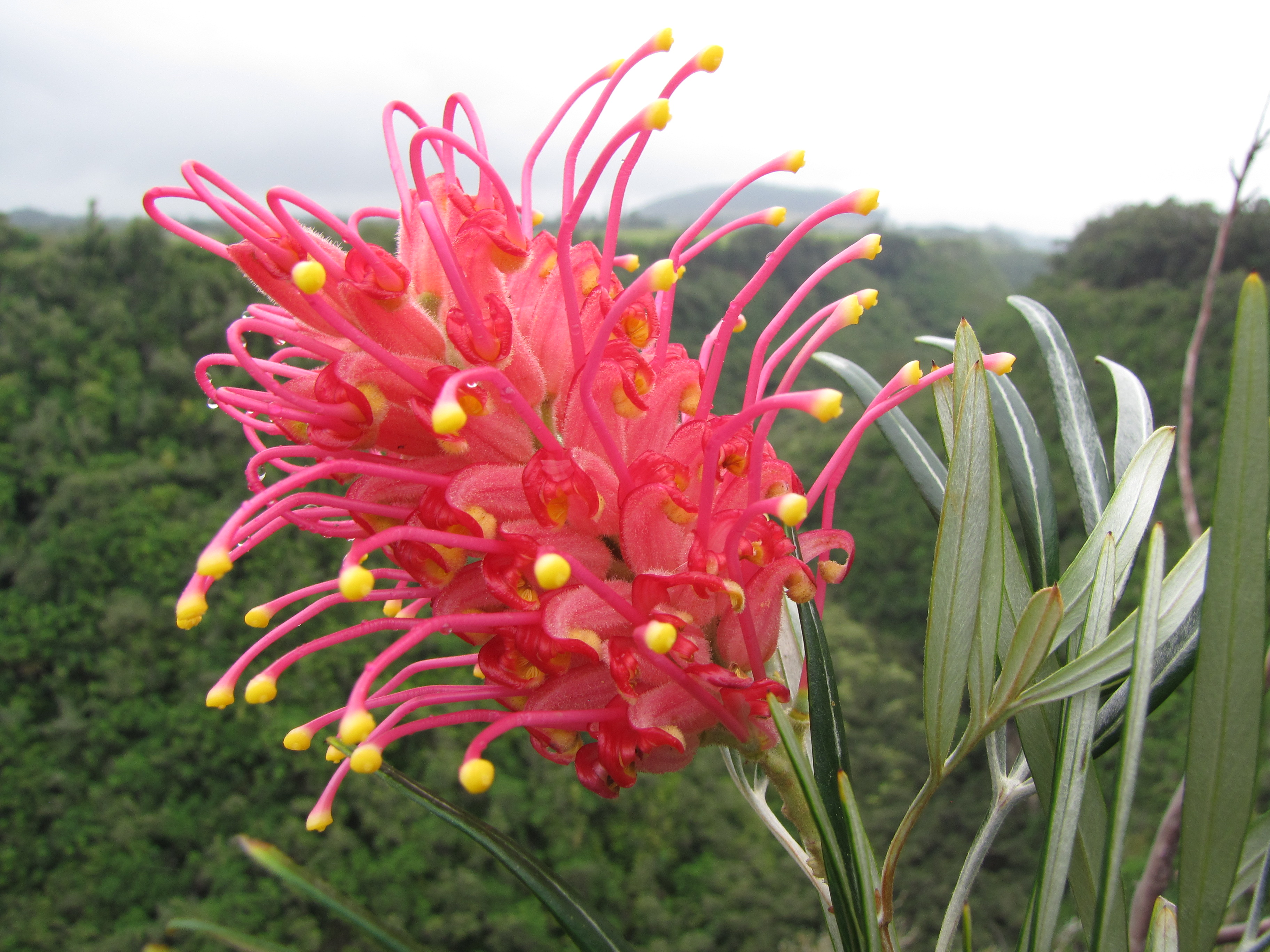
Grevillea banksii

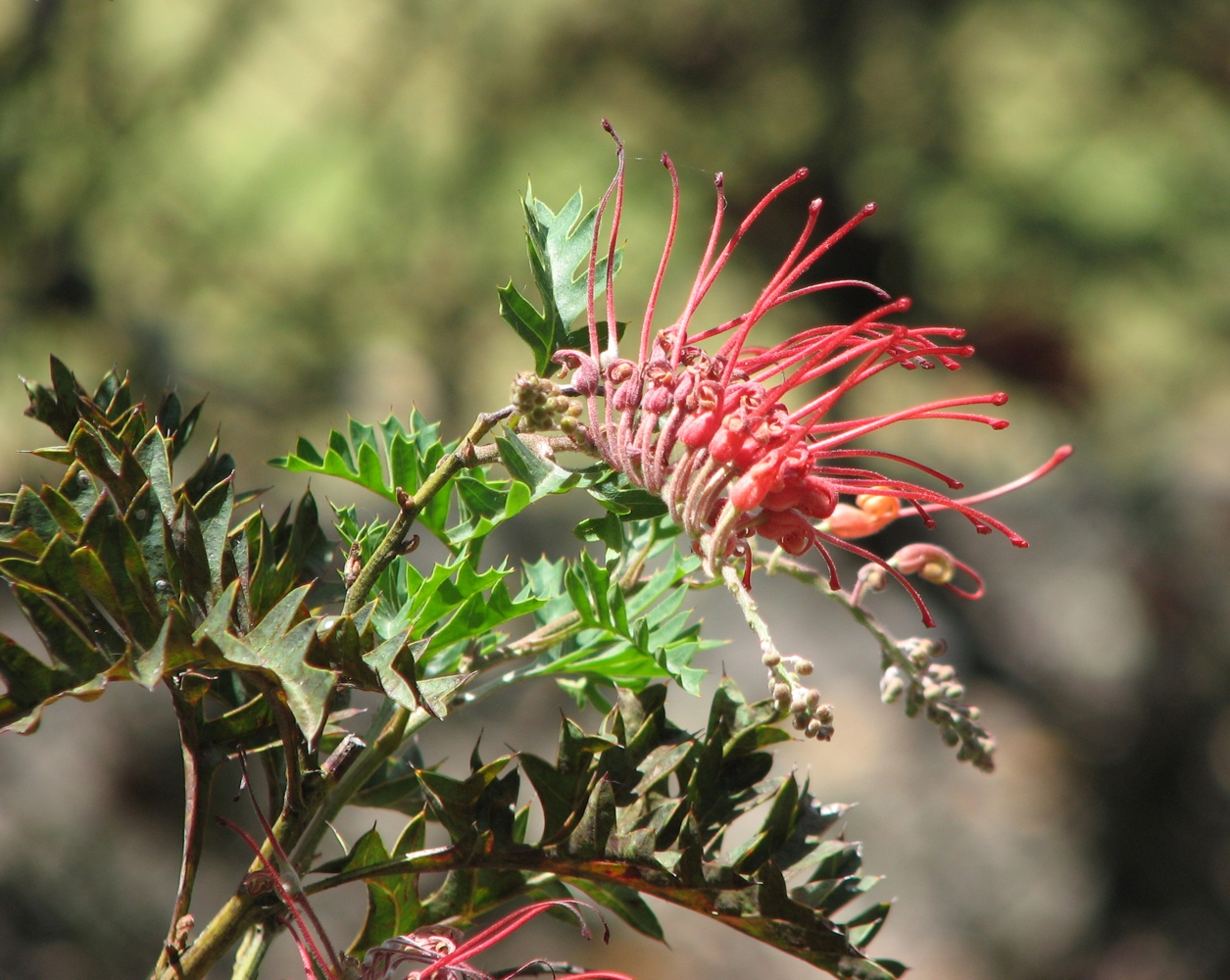
Grevillea bipinnatifida

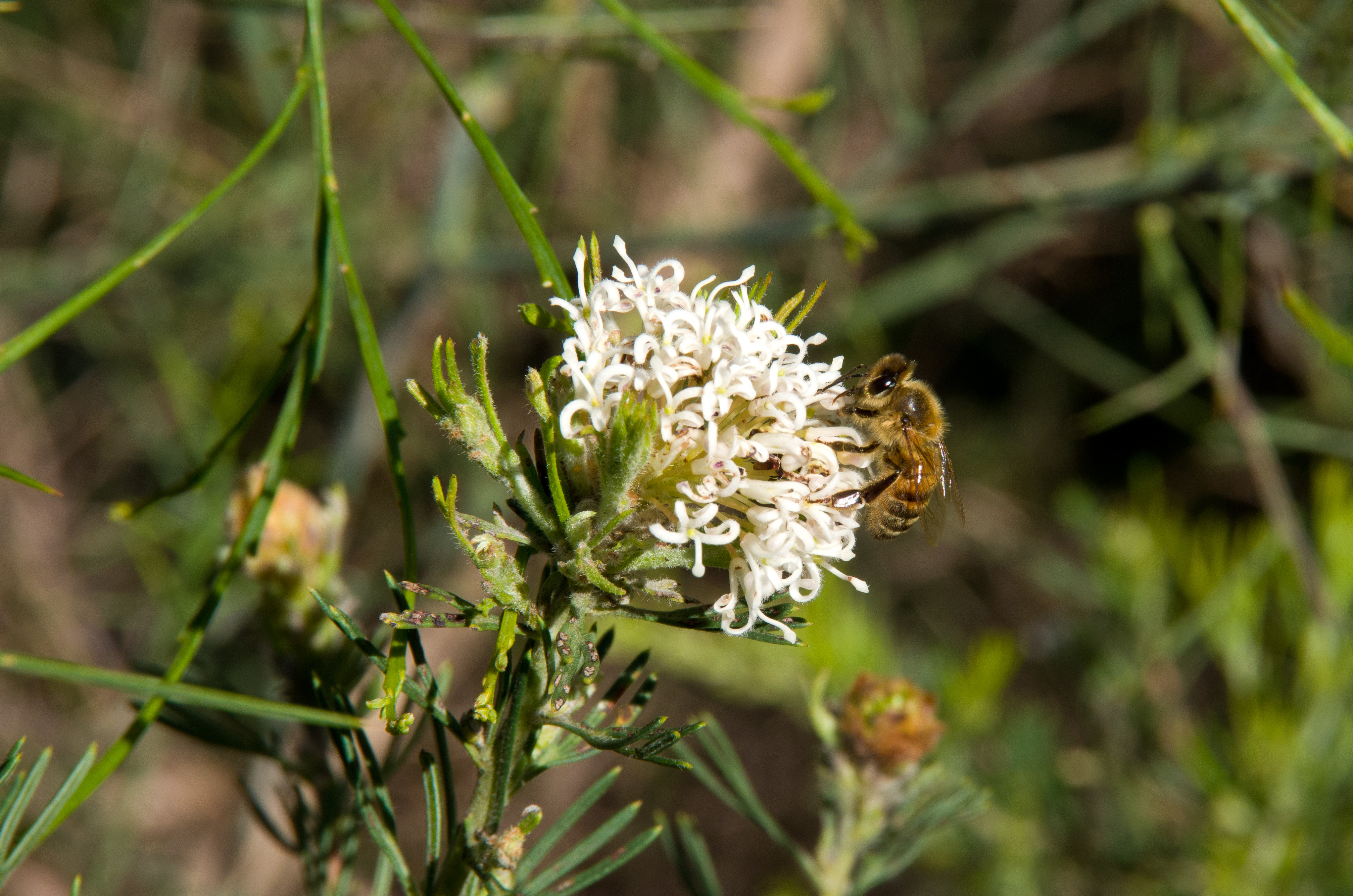
Grevillea crithmifolia

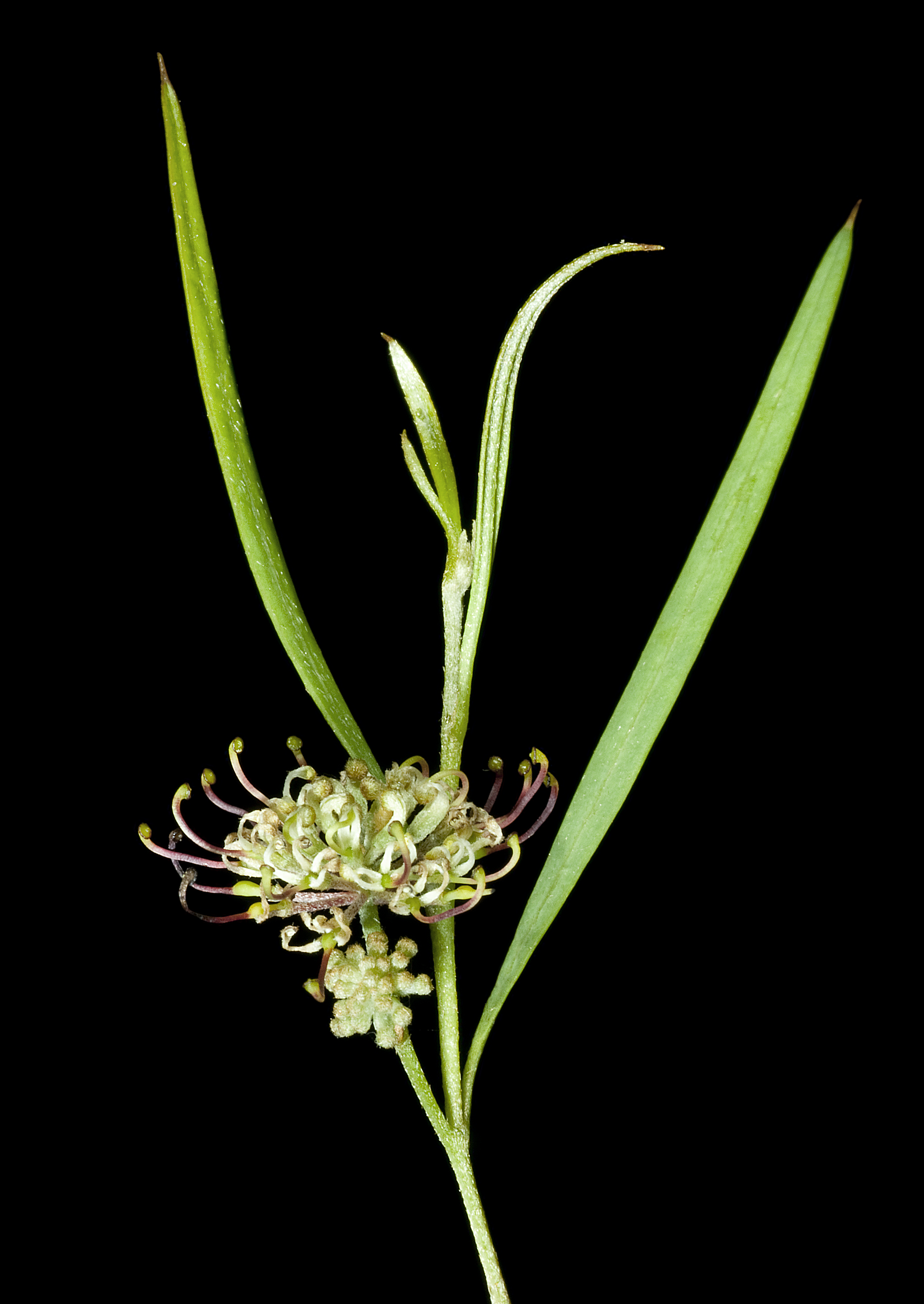
Grevillea diversifolia

PokrójDrzewa osiągające do 30 metrów wysokości lub krzewy różnej wielkości, czasem płożące.
LiścieZimozielone, skrętoległe, pojedyncze, całobrzegie, ząbkowane, nieparzystopierzasto i trzykrotnie pierzasto złożone.
KwiatyWyrastają parami w różnego rodzaju kwiatostanach na szczytach pędów – w gronach, baldachach, główkach, czasem tworzących wiechowate kwiatostany złożone. Czasem bywają zredukowane do pojedynczych par lub nawet pojedynczych kwiatów. Każda para wsparta jest łuskowatą podsadką. Kwiaty są siedzące lub szypułkowe, promieniste lub grzbieciste. Cztery listki okwiatu są wolne lub zrośnięte, barwy zwykle czerwonej, różowej lub żółtej, odwijają się w czasie kwitnienia. Do ich końców przyrośnięte są główki czterech pręcików. Słupek składa się z górnej jednokomorowej zalążni zawierającej jeden lub dwa zalążki. Długa szyjka słupka jest prosta lub wygięta, czasem haczykowato, labo faliście.
OwoceNiewielkie, zwykle drewniejące torebki, mieszki, rzadko niełupki, zawierające jedno lub dwa nasiona, zwykle oskrzydlone.

## Systematyka

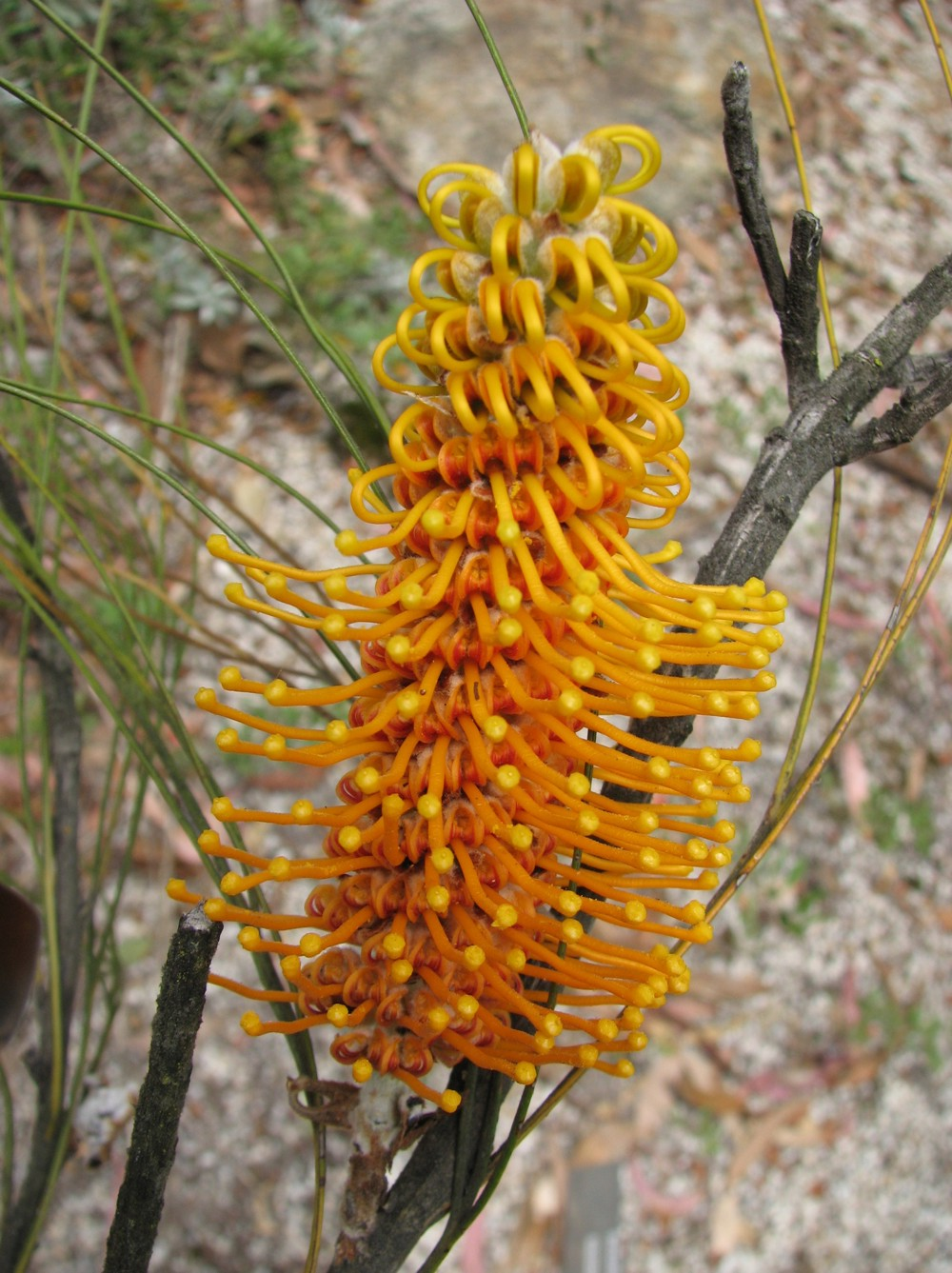
Grevillea excelsior

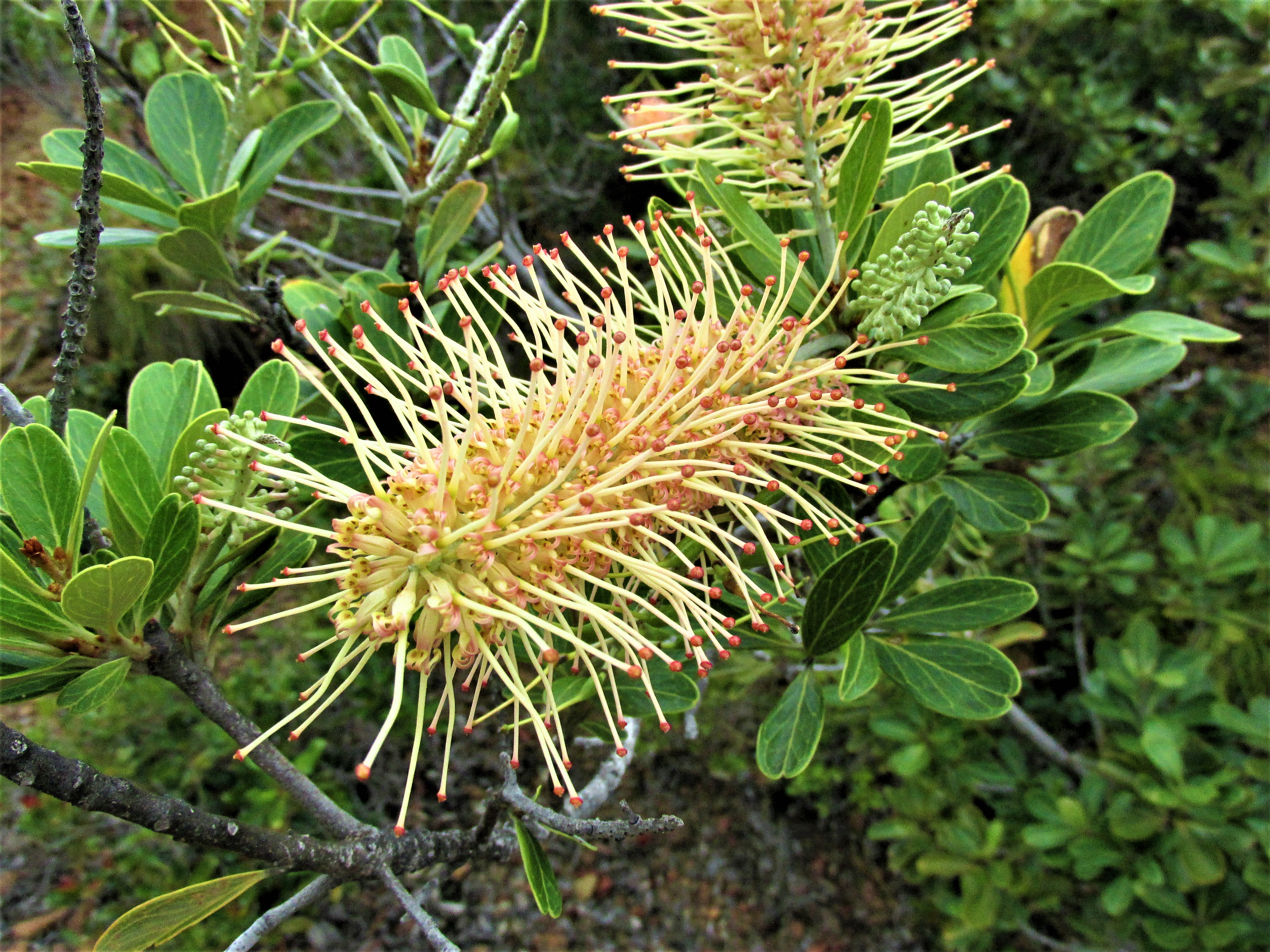
Grevillea gillivrayi

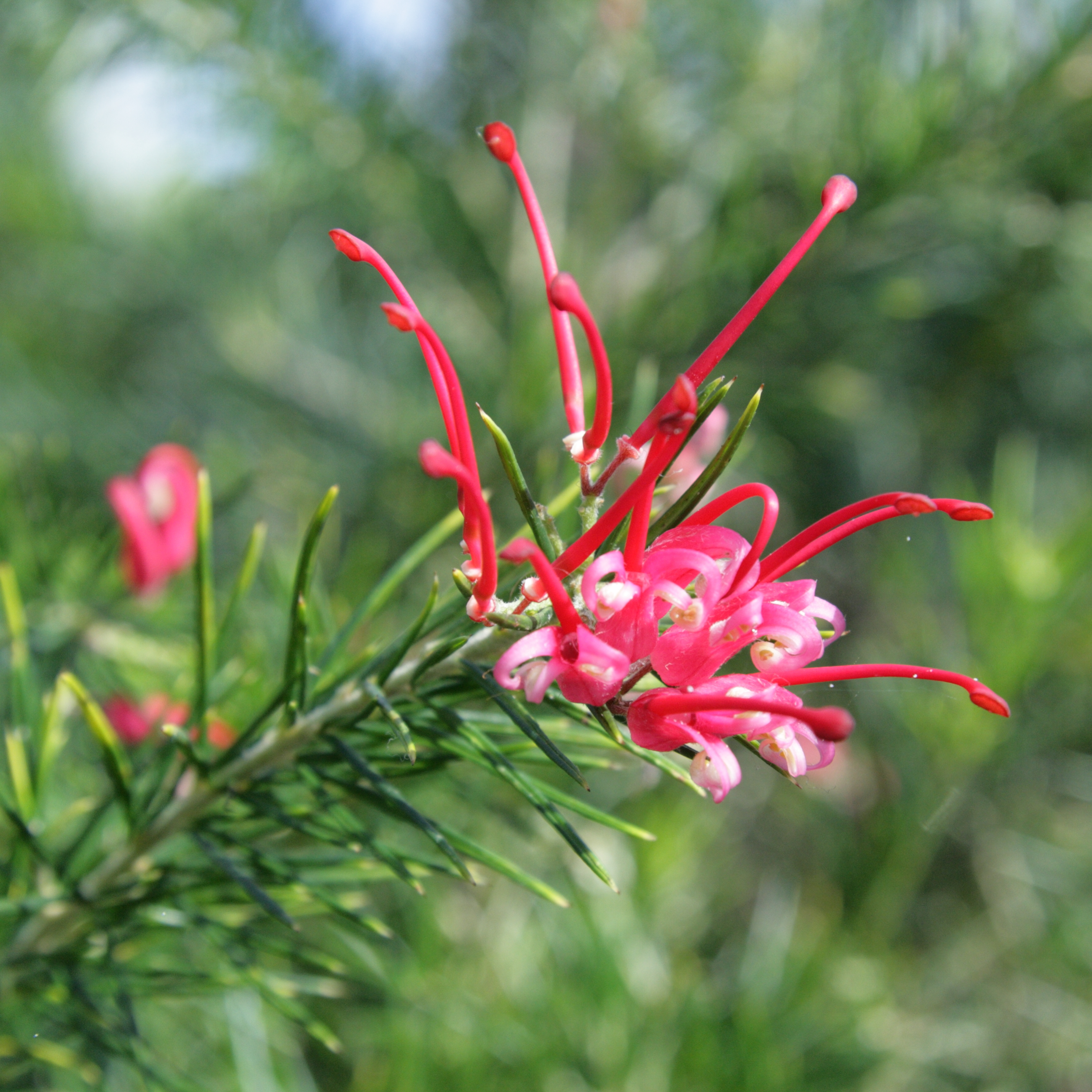
Grevillea juniperina

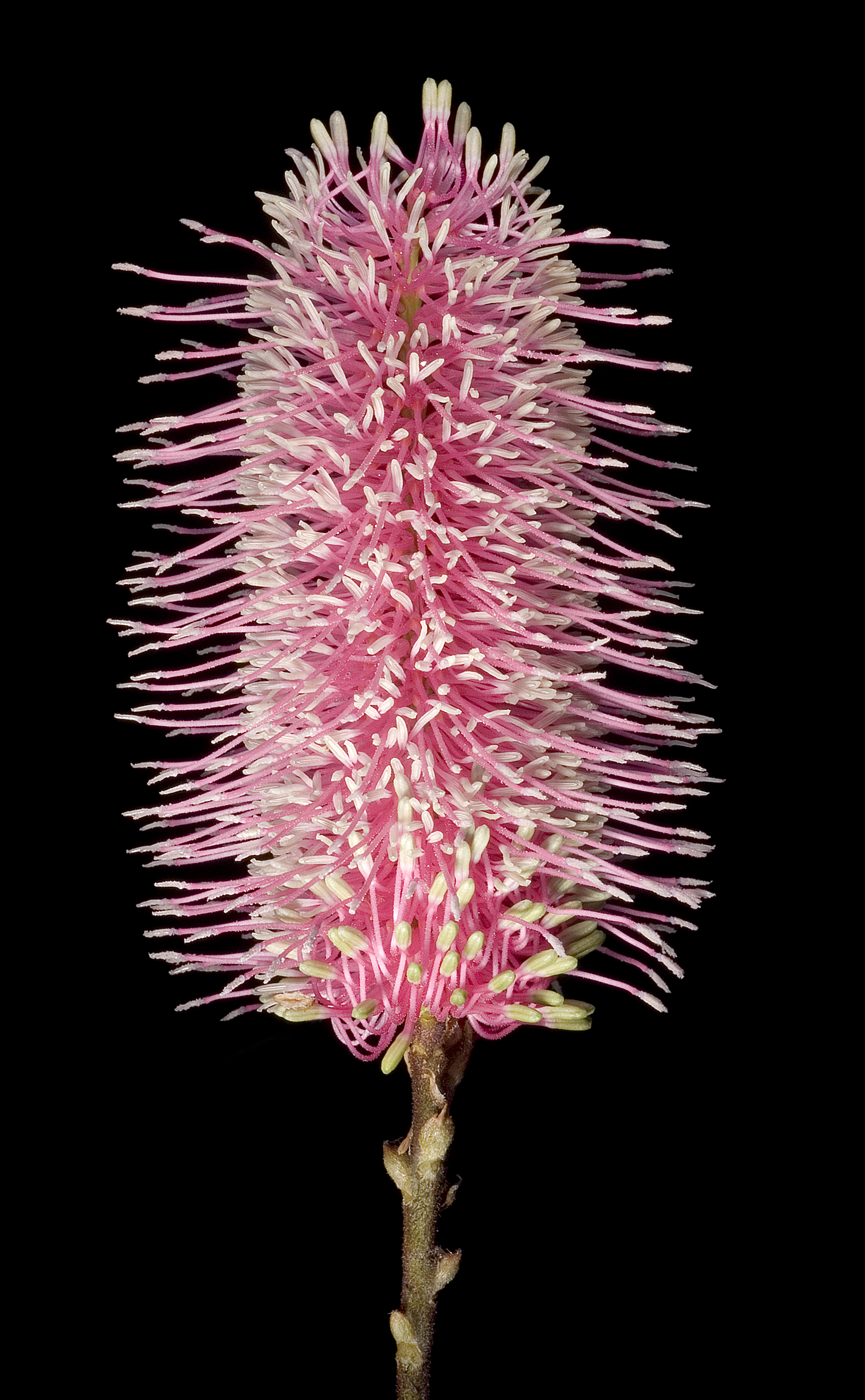
Grevillea petrophiloides

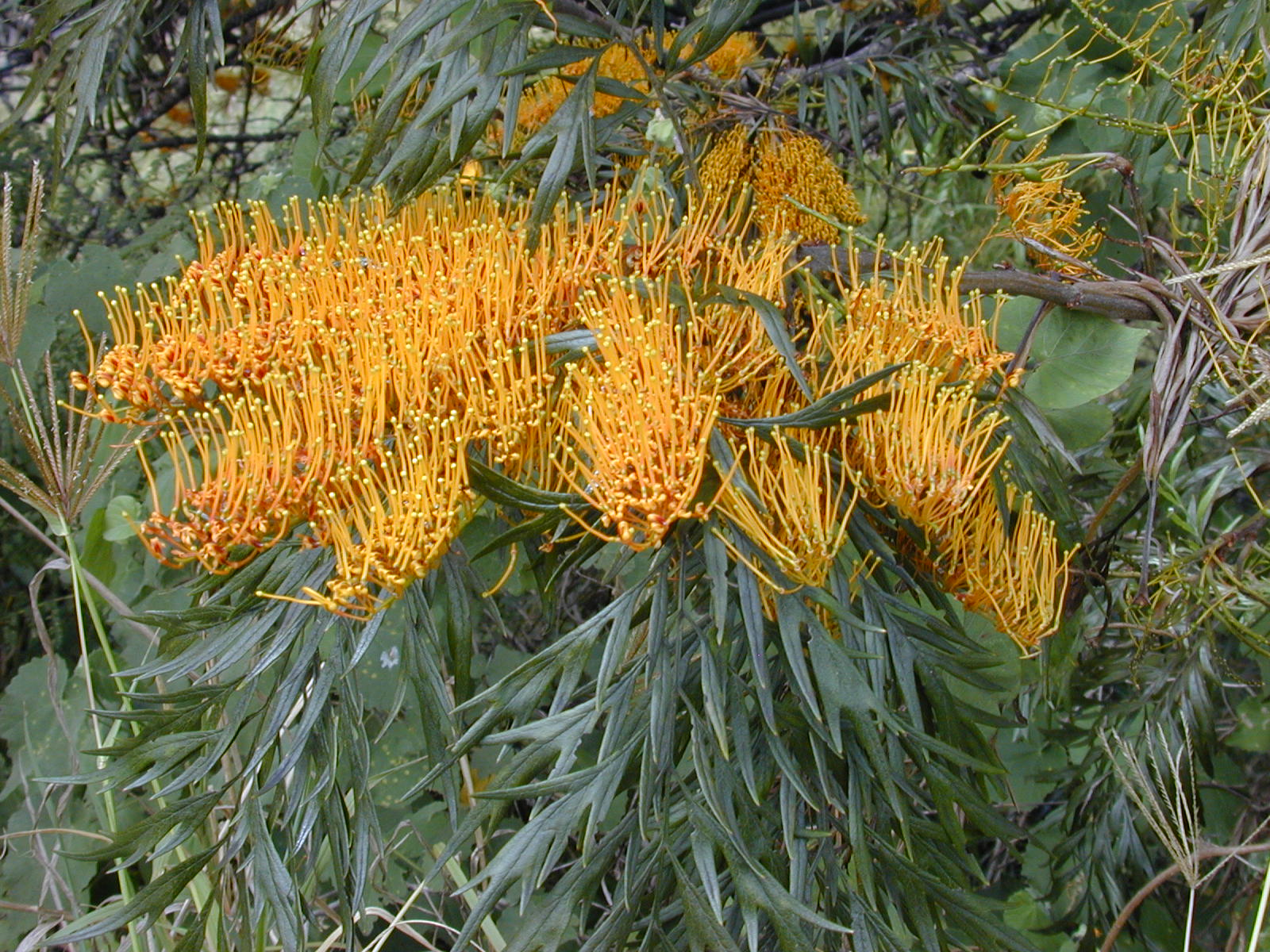
Grevillea robusta

Pozycja i podział rodziny według Angiosperm Phylogeny Website (aktualizowany system APG IV z 2016)
Rodzaj z rodziny srebrnikowatych stanowiącej grupę siostrzaną dla platanowatych, wraz z którymi wchodzą w skład rzędu srebrnikowców, stanowiącego jedną ze starszych linii rozwojowych dwuliściennych właściwych. W obrębie rodziny rodzaj stanowi klad bazalny w plemieniu Embothrieae Rchb., 1828. Plemię to klasyfikowane jest do podrodziny Grevilleoideae Engl., 1892.
Wykaz gatunków
- Grevillea acacioides C.A.Gardner ex D.J.McGillivray
- Grevillea acanthifolia A.Cunn.
- Grevillea acerata McGill.
- Grevillea acrobotrya Meisn.
- Grevillea acropogon Makinson
- Grevillea acuaria F.Muell. ex Benth.
- Grevillea adenotricha McGill.
- Grevillea agrifolia A.Cunn. ex R.Br.
- Grevillea albiflora C.T.White
- Grevillea alpina Lindl.
- Grevillea alpivaga Gand.
- Grevillea althoferorum Olde & Marriott
- Grevillea amplexans F.Muell. ex Benth.
- Grevillea anethifolia R.Br.
- Grevillea aneura McGill.
- Grevillea angulata R.Br.
- Grevillea angustiloba (F.Muell.) Downing
- Grevillea annulifera F.Muell.
- Grevillea aquifolium Lindl.
- Grevillea arenaria R.Br.
- Grevillea argyrophylla Meisn.
- Grevillea armigera Meisn.
- Grevillea asparagoides Meisn.
- Grevillea aspera R.Br.
- Grevillea aspleniifolia Knight
- Grevillea asteriscosa Diels
- Grevillea aurea Olde & Marriott
- Grevillea australis R.Br.
- Grevillea baileyana McGill.
- Grevillea banksii R.Br.
- Grevillea banyabba Olde & Marriott
- Grevillea barklyana F.Muell. ex Benth.
- Grevillea batrachioides F.Muell. ex McGill.
- Grevillea baueri R.Br.
- Grevillea baxteri R.Br.
- Grevillea beadleana McGill.
- Grevillea beardiana McGill.
- Grevillea bedggoodiana J.H.Willis ex McGill.
- Grevillea bemboka Stajsic & Molyneux
- Grevillea benthamiana McGill.
- Grevillea berryana Ewart & Jean White
- Grevillea biformis Meisn.
- Grevillea bipinnatifida R.Br.
- Grevillea biternata Meisn.
- Grevillea brachystachya Meisn.
- Grevillea brachystylis Meisn.
- Grevillea bracteosa Meisn.
- Grevillea brevifolia F.Muell. ex Benth.
- Grevillea brevis Olde & Marriott
- Grevillea bronweniae Keighery
- Grevillea buxifolia R.Br.
- Grevillea byrnesii McGill.
- Grevillea cagiana McGill.
- Grevillea calcicola A.S.George
- Grevillea caleyi R.Br.
- Grevillea calliantha Makinson & Olde
- Grevillea callichlaena Molyneux & Stajsic
- Grevillea candelabroides C.A.Gardner
- Grevillea candicans C.A.Gardner
- Grevillea candolleana Meisn.
- Grevillea capitellata Meisn.
- Grevillea celata Molyneux
- Grevillea centristigma (McGill.) Keighery
- Grevillea ceratocarpa Diels
- Grevillea cheilocarpa Makinson
- Grevillea christiniae McGill.
- Grevillea chrysophaea F.Muell. ex Meisn.
- Grevillea cirsiifolia Meisn.
- Grevillea coccinea Meisn.
- Grevillea commutata F.Muell.
- Grevillea concinna R.Br.
- Grevillea confertifolia F.Muell.
- Grevillea coriacea McGill.
- Grevillea corrugata Olde & Marriott
- Grevillea costata C.A.Gardner ex A.S.George
- Grevillea crassifolia Domin
- Grevillea cravenii Makinson
- Grevillea crithmifolia R.Br.
- Grevillea crowleyae Olde & Marriott
- Grevillea cunninghamii R.Br.
- Grevillea curviloba McGill.
- Grevillea cyranostigma McGill.
- Grevillea decipiens McGill.
- Grevillea decora Domin
- Grevillea decurrens Ewart
- Grevillea deflexa F.Muell.
- Grevillea delta (McGill.) Olde & Marriott
- Grevillea depauperata R.Br.
- Grevillea didymobotrya Meisn.
- Grevillea dielsiana C.A.Gardner
- Grevillea diffusa Sieber ex Spreng.
- Grevillea dilatata (R.Br.) Downing
- Grevillea dimidiata F.Muell.
- Grevillea diminuta L.A.S.Johnson
- Grevillea dimorpha F.Muell.
- Grevillea disjuncta F.Muell.
- Grevillea dissecta (McGill.) Olde & Marriott
- Grevillea divaricata R.Br.
- Grevillea diversifolia Meisn.
- Grevillea dolichopoda (McGill.) Olde & Marriott
- Grevillea donaldiana Kenneally
- Grevillea drummondii Meisn.
- Grevillea dryandri R.Br.
- Grevillea dryandroides C.A.Gardner
- Grevillea dryophylla N.A.Wakef.
- Grevillea dunlopii Makinson
- Grevillea elbertii Sleumer
- Grevillea elongata Olde & Marriott
- Grevillea endlicheriana Meisn.
- Grevillea epicroca Stajsic & Molyneux
- Grevillea erectiloba F.Muell.
- Grevillea eremophila (Diels) Olde & Marriott
- Grevillea erinacea Meisn.
- Grevillea eriobotrya F.Muell.
- Grevillea eriostachya Lindl.
- Grevillea eryngioides Benth.
- Grevillea erythroclada W.Fitzg.
- Grevillea evanescens Olde & Marriott
- Grevillea evansiana MacKee
- Grevillea excelsior Diels
- Grevillea exposita Olde & Marriott
- Grevillea extorris S.Moore
- Grevillea exul Lindl.
- Grevillea fasciculata R.Br.
- Grevillea fastigiata Olde & Marriott
- Grevillea fililoba (McGill.) Olde & Marriott
- Grevillea fistulosa A.S.George
- Grevillea flexuosa Meisn.
- Grevillea floribunda R.Br.
- Grevillea florida (McGill.) Makinson
- Grevillea floripendula R.V.Sm.
- Grevillea formosa McGill.
- Grevillea fulgens C.A.Gardner
- Grevillea fuscolutea Keighery
- Grevillea gariwerdensis Makinson
- Grevillea georgeana McGill.
- Grevillea gillivrayi Hook.
- Grevillea glabrescens Olde & Marriott
- Grevillea glauca Banks & Sol. ex Knight
- Grevillea globosa C.A.Gardner
- Grevillea glossadenia McGill.
- Grevillea goodii R.Br.
- Grevillea gordoniana C.A.Gardner
- Grevillea granulifera (McGill.) Olde & Marriott
- Grevillea granulosa McGill.
- Grevillea guthrieana Olde & Marriott
- Grevillea hakeoides Meisn.
- Grevillea halmaturina Tate
- Grevillea haplantha F.Muell. ex Benth.
- Grevillea heliosperma R.Br.
- Grevillea helmsiae F.M.Bailey
- Grevillea hilliana F.Muell.
- Grevillea hirtella (Benth.) Olde & Marriott
- Grevillea hislopii Olde & Marriott
- Grevillea hockingsii Molyneux & Olde
- Grevillea hodgei Olde & Marriott
- Grevillea hookeriana Meisn.
- Grevillea hugelii Meisn.
- Grevillea humifusa Olde & Marriott
- Grevillea humilis Makinson
- Grevillea iaspicula McGill.
- Grevillea ilicifolia (R.Br.) R.Br.
- Grevillea imberbis Makinson
- Grevillea inconspicua Diels
- Grevillea incrassata Diels
- Grevillea incurva (Diels) Olde & Marriott
- Grevillea infecunda McGill.
- Grevillea infundibularis A.S.George
- Grevillea insignis Kippist ex Meisn.
- Grevillea integrifolia Meisn.
- Grevillea intricata Meisn.
- Grevillea involucrata A.S.George
- Grevillea irrasa Makinson
- Grevillea jephcottii J.H.Willis
- Grevillea johnsonii McGill.
- Grevillea juncifolia Hook.
- Grevillea juniperina R.Br.
- Grevillea kedumbensis (McGill.) Olde & Marriott
- Grevillea kenneallyi McGill.
- Grevillea kennedyana F.Muell.
- Grevillea kirkalocka Olde & Marriott
- Grevillea lanigera A.Cunn. ex R.Br.
- Grevillea latifolia C.A.Gardner
- Grevillea laurifolia Sieber ex Spreng.
- Grevillea lavandulacea Schltdl.
- Grevillea leiophylla F.Muell. ex Benth.
- Grevillea leptobotrys Meisn.
- Grevillea leptopoda McGill.
- Grevillea leucoclada McGill.
- Grevillea leucopteris Meisn.
- Grevillea levis Olde & Marriott
- Grevillea linearifolia (Cav.) Druce
- Grevillea linsmithii McGill.
- Grevillea lissopleura McGill.
- Grevillea longicuspis McGill.
- Grevillea longifolia R.Br.
- Grevillea longistyla Hook.
- Grevillea lullfitzii McGill.
- Grevillea maccutcheonii Keighery & Cranfield
- Grevillea macleayana (McGill.) Olde & Marriott
- Grevillea maherae Makinson & M.D.Barrett
- Grevillea makinsonii McGill.
- Grevillea manglesii (Graham) Planch.
- Grevillea manglesioides Meisn.
- Grevillea marriottii Olde
- Grevillea masonii Olde & Marriott
- Grevillea maxwellii McGill.
- Grevillea meisneri Montrouz.
- Grevillea metamorpha Makinson
- Grevillea micrantha Meisn.
- Grevillea microstegia Molyneux
- Grevillea microstyla M.D.Barrett & Makinson
- Grevillea mimosoides R.Br.
- Grevillea miniata W.Fitzg.
- Grevillea minutiflora McGill.
- Grevillea miqueliana F.Muell.
- Grevillea mollis Olde & Molyneux
- Grevillea molyneuxii McGill.
- Grevillea monslacana Molyneux & Stajsic
- Grevillea montana R.Br.
- Grevillea monticola Meisn.
- Grevillea montis-cole R.V.Sm.
- Grevillea mucronulata R.Br.
- Grevillea muelleri Benth.
- Grevillea murex McGill.
- Grevillea muricata J.M.Black
- Grevillea myosodes McGill.
- Grevillea nana C.A.Gardner
- Grevillea nematophylla F.Muell.
- Grevillea neurophylla Gand.
- Grevillea newbeyi McGill.
- Grevillea nivea Olde & Marriott
- Grevillea nudiflora Meisn.
- Grevillea obliquistigma C.A.Gardner
- Grevillea obtecta Molyneux
- Grevillea obtusiflora R.Br.
- Grevillea obtusifolia Meisn.
- Grevillea occidentalis R.Br.
- Grevillea oldei McGill.
- Grevillea oleoides Sieber ex Schult.
- Grevillea oligantha F.Muell.
- Grevillea oligomera (McGill.) Olde & Marriott
- Grevillea olivacea A.S.George
- Grevillea oncogyne Diels
- Grevillea oxyantha Makinson
- Grevillea pachylostyla (McGill.) Olde & Marriott
- Grevillea paniculata Meisn.
- Grevillea papillosa (McGill.) Olde & Marriott
- Grevillea papuana Diels
- Grevillea paradoxa F.Muell.
- Grevillea parallela Knight
- Grevillea parallelinervis Carrick
- Grevillea parviflora R.Br.
- Grevillea parvula Molyneux & Stajsic
- Grevillea patentiloba F.Muell.
- Grevillea patulifolia Gand.
- Grevillea pauciflora R.Br.
- Grevillea pectinata R.Br.
- Grevillea petrophiloides Meisn.
- Grevillea phanerophlebia Diels
- Grevillea phillipsiana McGill.
- Grevillea phylicoides R.Br.
- Grevillea pilosa A.S.George
- Grevillea pilulifera (Lindl.) Druce
- Grevillea pimeleoides W.Fitzg.
- Grevillea pinaster Meisn.
- Grevillea pinifolia Meisn.
- Grevillea pityophylla F.Muell.
- Grevillea pluricaulis (McGill.) Olde & Marriott
- Grevillea plurijuga F.Muell.
- Grevillea polyacida McGill.
- Grevillea polybotrya Meisn.
- Grevillea polybractea H.B.Will.
- Grevillea polychroma (Molyneux & Stajsic) Molyneux & Stajsic
- Grevillea prasina McGill.
- Grevillea preissei Meisn.
- Grevillea prominens Olde & Marriott
- Grevillea prostrata C.A.Gardner & A.S.George
- Grevillea psilantha McGill.
- Grevillea pteridifolia Knight
- Grevillea pterosperma F.Muell.
- Grevillea pulchella (R.Br.) Meisn.
- Grevillea punctata Olde & Marriott
- Grevillea pungens R.Br.
- Grevillea punicea R.Br.
- Grevillea pyramidalis A.Cunn. ex R.Br.
- Grevillea pythara Olde & Marriott
- Grevillea quadricauda Olde & Marriott
- Grevillea quercifolia R.Br.
- Grevillea quinquenervis J.M.Black
- Grevillea ramosissima (R.Br.) Meisn.
- Grevillea rara Olde & Marriott
- Grevillea raybrownii Olde & Marriott
- Grevillea refracta R.Br.
- Grevillea renwickiana F.Muell.
- Grevillea repens F.Muell. ex Meisn.
- Grevillea reptans Makinson
- Grevillea rhizomatosa Olde & Marriott
- Grevillea rhyolitica Makinson
- Grevillea rigida Olde & Marriott
- Grevillea ripicola A.S.George
- Grevillea rivularis L.A.S.Johnson & McGill.
- Grevillea robusta A.Cunn. ex R.Br.
- Grevillea rogersoniana C.A.Gardner
- Grevillea rosieri McGill.
- Grevillea rosmarinifolia A.Cunn.
- Grevillea roycei McGill.
- Grevillea rubicunda S.Moore
- Grevillea rudis Meisn.
- Grevillea saccata Benth.
- Grevillea sarissa S.Moore
- Grevillea scabra Meisn.
- Grevillea scabrida C.A.Gardner
- Grevillea scapigera A.S.George
- Grevillea scortechinii (F.Muell. ex Scort.) F.Muell.
- Grevillea secunda McGill.
- Grevillea sericea (Sm.) R.Br.
- Grevillea sessilis C.T.White & W.D.Francis
- Grevillea shiressii Blakely
- Grevillea shuttleworthiana Meisn.
- Grevillea singuliflora F.Muell.
- Grevillea sparsiflora F.Muell.
- Grevillea speciosa (Knight) McGill.
- Grevillea sphacelata R.Br.
- Grevillea spinosa McGill.
- Grevillea spinosissima McGill.
- Grevillea squiresiae Olde & Marriott
- Grevillea steiglitziana N.A.Wakef.
- Grevillea stenobotrya F.Muell.
- Grevillea stenogyne (Benth.) Makinson
- Grevillea stenomera F.Muell.
- Grevillea stenostachya C.A.Gardner
- Grevillea striata R.Br.
- Grevillea subterlineata Makinson
- Grevillea subtiliflora McGill.
- Grevillea sulcata C.A.Gardner ex Olde & Marriott
- Grevillea synapheae R.Br.
- Grevillea tenuiflora Meisn.
- Grevillea tenuiloba C.A.Gardner
- Grevillea teretifolia Meisn.
- Grevillea tetragonoloba Meisn.
- Grevillea tetrapleura McGill.
- Grevillea thelemanniana Hügel ex Lindl.
- Grevillea thyrsoides Meisn.
- Grevillea trachytheca F.Muell.
- Grevillea treueriana F.Muell.
- Grevillea trifida (R.Br.) Meisn.
- Grevillea triloba Meisn.
- Grevillea tripartita Meisn.
- Grevillea triternata R.Br.
- Grevillea umbellulata Meisn.
- Grevillea uncinulata Diels
- Grevillea uniformis (McGill.) Olde & Marriott
- Grevillea variifolia C.A.Gardner & A.S.George
- Grevillea velutinella McGill.
- Grevillea venusta R.Br.
- Grevillea versicolor McGill.
- Grevillea vestita (Endl.) Meisn.
- Grevillea victoriae F.Muell.
- Grevillea virgata Makinson
- Grevillea viridiflava Makinson
- Grevillea whiteana McGill.
- Grevillea wickhamii Meisn.
- Grevillea wilkinsonii Makinson
- Grevillea williamsoni F.Muell.
- Grevillea willisii R.V.Sm. & McGill.
- Grevillea wilsonii A.Cunn.
- Grevillea wiradjuri Makinson
- Grevillea wittweri McGill.
- Grevillea xiphoidea Olde & Marriott
- Grevillea yorkrakinensis Gardner
- Grevillea zygoloba Olde & Marriott